# Lochaber
Lochaber är en kommun av typen kanton (municipalité de canton) i provinsen Québec i Kanada. Den ligger i regionen Outaouais, i den sydöstra delen av landet, 40 km nordost om huvudstaden Ottawa. Antalet invånare var 446 vid folkräkningen 2021. Landarean är 62 kvadratkilometer.